# Melanie Hamilton
Melanie Hamilton Wilkes là một nhân vật hư cấu trong cuốn tiểu thuyết Cuốn theo chiều gió của tác giả Margaret Mitchell. Melanie là chị chồng của Scarlett O'Hara và sau đó là người bạn thân nhất cùng chỗ dựa tinh thần cho Scarlett.

## Gia đình
Melanie Hamilton sinh vào khoảng năm 1844, nàng và Charles Hamilton là hai thành viên duy nhất thuộc thế hệ sau của gia đình Hamilton tại Atlanta. Đây là một gia đình được thừa hưởng một nền giáo dục hoàn thiện và những chuẩn mực đạo đức đáng quý nhất của người miền Nam, cũng có họ với gia đình Wilkes ở Clayton và một số người họ Burr ở Macon. Những người của các dòng họ này là những gia đình quý phái, có lối sống khác người và thường xuyên cưới gả lẫn nhau trong họ hàng. Điều này tạo ra một thế hệ những người thông minh nhưng kì dị và ốm yếu.
Bố mẹ Melanie và Charles mất tự khi họ còn rất nhỏ. Cha của họ, đại tá William R. Hamilton, một quân nhân dũng cảm và cứng cỏi có hai người em là chú Henry Hamilton và cô Sarah Jane "Pittypat" Hamilton và cả hai đều không kết hôn, họ cùng nhau giám hộ hai đứa cháu mồ côi. Henry là một luật sư ở Atlanta và ông quản lý toàn bộ tiền bạc và lợi nhuận của gia đình. Ông thông minh, vui vẻ, trẻ tính và ghét cô Pitty cay đắng nên chuyển ra sống ở khách sạn. Pittypat được miêu tả là một đứa bé trong hình dáng của một người đàn bà cứng tuổi, mũm mím mập mạp và hồng hào, cũng căm ghét ông anh Henry nên không bao giờ gặp mặt trừ khi đến lĩnh tiền tiêu dùng trong nhà. Người cũng có trách nhiệm nuôi lớn hai đứa cháu là bác nô lệ Peter. Peter trung thành tuyệt đối với nhà Hamilton và cũng là một người có uy quyền và có thể ra quyết định cho cả chú Henry và cô Pitty. Dưới sự giám hộ của những người này, Melanie và Charles lớn lên thành những thiếu niên đọc rộng, biết nhiều, có phông văn hóa tốt nhưng lại ốm yếu và đa cảm.

## Vai trò
Theo truyền thống gia đình, vào tháng 4 năm 1861, Melanie đính hôn cùng người anh em họ Ashley Wilkes. Melanie không biết rằng Scarlett O'Hara rất yêu Ashley và tin này làm Scarlett thật sự ngạc nhiên và đau khổ. Scarlett quyết định đến dự lễ đính hôn với mục đích thật sự là quyến rũ Ashley. Trong khi những cô gái khác bận rộn trong việc tán tỉnh và váy áo, Melanie cùng Ashley bàn luận về các tác phẩm của William Makepeace Thackeray và Charles Dickens khiến Scarlett kinh ngạc và khinh bỉ.
Scarlett thổ lộ tình yêu với Ashley và muốn chàng bó trốn cùng mình, nhưng chàng cự tuyệt dù cũng có tình cảm với nàng. Quá đau khổ và cảm thấy danh giá bị xúc phạm, Scarlett ngay lập tức nhận lời cầu hôn của Charles Hamilton để trả thù.
Hai đám cưới diễn ra chóng vánh hai tuần sau vào ngày 30 tháng 4 và ngày 1 tháng 5, năm 1861 và hai người chồng gia nhập quân đội Hiệp bang ngay lập tức vì miền Nam đã bốc lửa chiến tranh. Cuộc nội chiến bắt đầu. Charles chết sau hai tháng vì bệnh đậu mùa ở Nam Carolina và Scarlett trở thành góa phụ. Mẹ nàng gửi nàng đến Atlanta, sống cùng Melanie và bà cô Pittypat để giúp nàng khuây khoả.
Melanie thực sự yêu thương Scarlett cùng đứa cháu trai Wade Hampton Hamilton vô bờ bến, nhưng điều đó khiến Scarlett càng thêm căm ghét nàng và vẫn mơ tưởng đến Ashley, khi này đã là chồng Melanie và đang ở ngoài chiến trường Virginia. Họ cùng làm y tá tình nguyện ở các hội dưỡng đường. Scarlett chán ngấy công việc này và lớp vỏ áo tang phiền muộn, nàng chỉ mong được khiêu vũ và tán tỉnh như ngày xưa, còn Melanie phục vụ Liên bang miền Nam với một lòng thành kính thiêng liêng, nàng có thể hy sinh đến giọt máu cuối cùng vì chủ nghĩa mà nàng tôn thờ. Ở đây, hai người gặp lại Rhett Butler, giờ là một thuyền trưởng - anh hùng vượt phong toả. Hắn nhạo báng mọi thứ liên quan đến chính nghĩa và cả Scarlett nhưng lại kính trọng Melanie sâu sắc. Sau khi Ashley về nghỉ phép, Scarlett hứa với chàng là sẽ chăm sóc Melanie. Sau đó Melanie mang thai.
Khi nàng gần sinh, chiến tranh đến hồi cao trào. Quân yankee phong tỏa Atlanta và Scarlett không thể bỏ Melanie mà đi được. Nàng đỡ đẻ cho Melanie và hai người cùng dựa vào Rhett để chạy khỏi Atlanta để về Tara, nhà Scarlett. Nhưng khi đến nơi, đồn điền đã bị phá huỷ, toàn hạt tiêu điều và Scarlett phải trở thành trụ cột của cả gia đình. Sát cánh bên nàng là Melanie, với sức mạnh tiềm ẩn bên trong, hai người cùng vượt qua những gian khó và chính Melanie đã truyền cho Scarlett một nguồn nội lực mà Scarlett cũng ít khi nhận ra. Chiến tranh kết thúc và chính nghĩa của Melanie sụp đổ. Ashley cuối cùng cũng trở về, đến sống ở Tara. Chàng vẫn sống nhưng thế giới mộng mơ của chàng đã bị chiến tranh cuốn mất, chàng chỉ còn lại Melanie, giấc mơ đáng yêu duy nhất không bao giờ chết trước thực tế nghiệt ngã. Sau khi Scarlett lấy Frank Kennedy để lấy tiền đóng thuế cho Tara, nàng thuyết phục gia đình Ashley đến Atlanta sống với nàng. Melanie vô cùng tin tưởng Scarlett mà không mảy may nghi ngờ và hay biết về tình cảm giữa hai người, nên đồng ý.
Ở Atlanta, Melanie trở thành trung tâm quy tụ những gì là sáng giá còn lại của thành phố vì đạo đức và đức hạnh cao quý của nàng, và vì tâm hồn đẹp đẽ của nàng, khiến Scarlett vô cùng ghen tị. Frank Kennedy chết và Scarlett lấy Rhett Butler. Điều này gây nên một làn sóng căm thù của toàn thành phố, chỉ có Melanie luôn bên cạnh và bênh vực cho Scarlett, sức mạnh của nàng sẵn sàng đạp đổ bất cứ thành kiến nào gây ra với vợ chồng Scarlett. Nhưng Scarlett vẫn yêu Ashley tuy giữa hai người cẫn trong sạch. Một hôm họ bị ba người bắt gặp khi Ashley đang tựa đầu vào vai Scarlett, nhớ lại những ngày xưa cũ, khiến cho rất nhiều người hiểu lầm. Melanie vẫn tin tưởng Scarlett đến cùng và bảo vệ nàng khỏi mọi sự chỉ trích trong bữa tiệc sinh nhật của Ashley tối hôm đó.
Melanie và Rhett có mối quan hệ rất tuyệt vời, kể cả khi hôn nhân giữa Rhett và Scarlett gần như tan vỡ. Rhett ca tụng Melanie là một trong số ít những mệnh phụ khả kính thực sự mà hắn đã gặp, và những khi đau khổ và suy sụp, chỉ có Melanie, bằng sự chân thành của mình đã vực hắn dậy. Melanie lại mang thai và quyết tâm sinh con, dù bác sĩ Meade đã ngăn cản tuyệt đối. Cơ thể yếu đuối của Melanie không thể chống chọi được với việc mang thai một lần nữa. Nàng không qua khỏi. Trước khi chết, nàng trăng trối với Scarlett về tình cảm của nàng và của Rhett dành cho Scarlett, xin Scarlett hay chăm sóc Ashley và Beau. Cái chết của Melanie khiến Scarlett bừng tỉnh. Nàng đã mất đi chỗ dựa còn lại duy nhất của cuộc đời và Ashley bấy lâu nay nàng mãi theo đuổi chỉ là một hình bóng hão huyền nàng không bao giờ với tới được. Thực sự nàng đã rất yêu Melanie và Rhett nhưng chưa bao giờ nàng nhận ra điều đó và bây giờ tất cả đã bỏ nàng ra đi.

## Tính cách
Melanie là một người phụ nữ cao quý và có một tâm hồn trong sáng cao đẹp. Theo Scarlett miêu tả, Melanie như một đứa bé mặc trang phục người lớn, có đôi mắt nâu quá to và sợ sệt, chân thật, chất phác và trong trẻo, ngọt ngào, đơn sơ và mềm mại như nước nhưng phảng phất một nét quá kì bí và đoan trang so với tuổi 17 của mình. Nàng mộng mơ và yêu văn chương, nhưng lại đầy sức mạnh mà không ai ngờ tới. Melanie là chỗ dựa tinh thần cho Scarlett vượt qua thử thách, và cho Ashley cùng những giấc mộng của chàng trước giông bão chiến tranh.
Scarlett là cô gái biết nương theo chiều gió để sống sót và quật cường, còn Melanie là người đàn bà không bao giờ để bão gió cuốn đi. Rhett đã nói ánh mắt Melanie như hai ngọn nến lung linh không bao giờ tắt trước bất kì cơn gió nào, hai ngọn nến mềm mại nhưng kiên cường. Melanie bằng tâm hồn chân thành và đẹp đẽ có thể cảm hóa bất kì ai, đứng cạnh Scarlett, cùng sống, cùng chiến đấu, bổ sung lẫn nhau, khiến nhân vật Scarlett có chiều sâu hơn là một người đàn bà xu thời đơn thuần.

## Chuyển thể
- Trong bộ phim Cuốn theo chiều gió năm 1939, nhân vật Melanie do nữ diễn viên Olivia de Havilland thể hiện.